# Takeshi Aoki
Takeshi Aoki (Takasaki, Prefectura de Gunma, Japó, 28 de setembre de 1982) és un futbolista japonès.

## Selecció japonesa
Takeshi Aoki va disputar 2 partits amb la selecció japonesa.